# Onosma discedens
Onosma discedens là loài thực vật có hoa trong họ Mồ hôi. Loài này được Hausskn. & Bornm. mô tả khoa học đầu tiên năm 1931.